# Alice Eklund

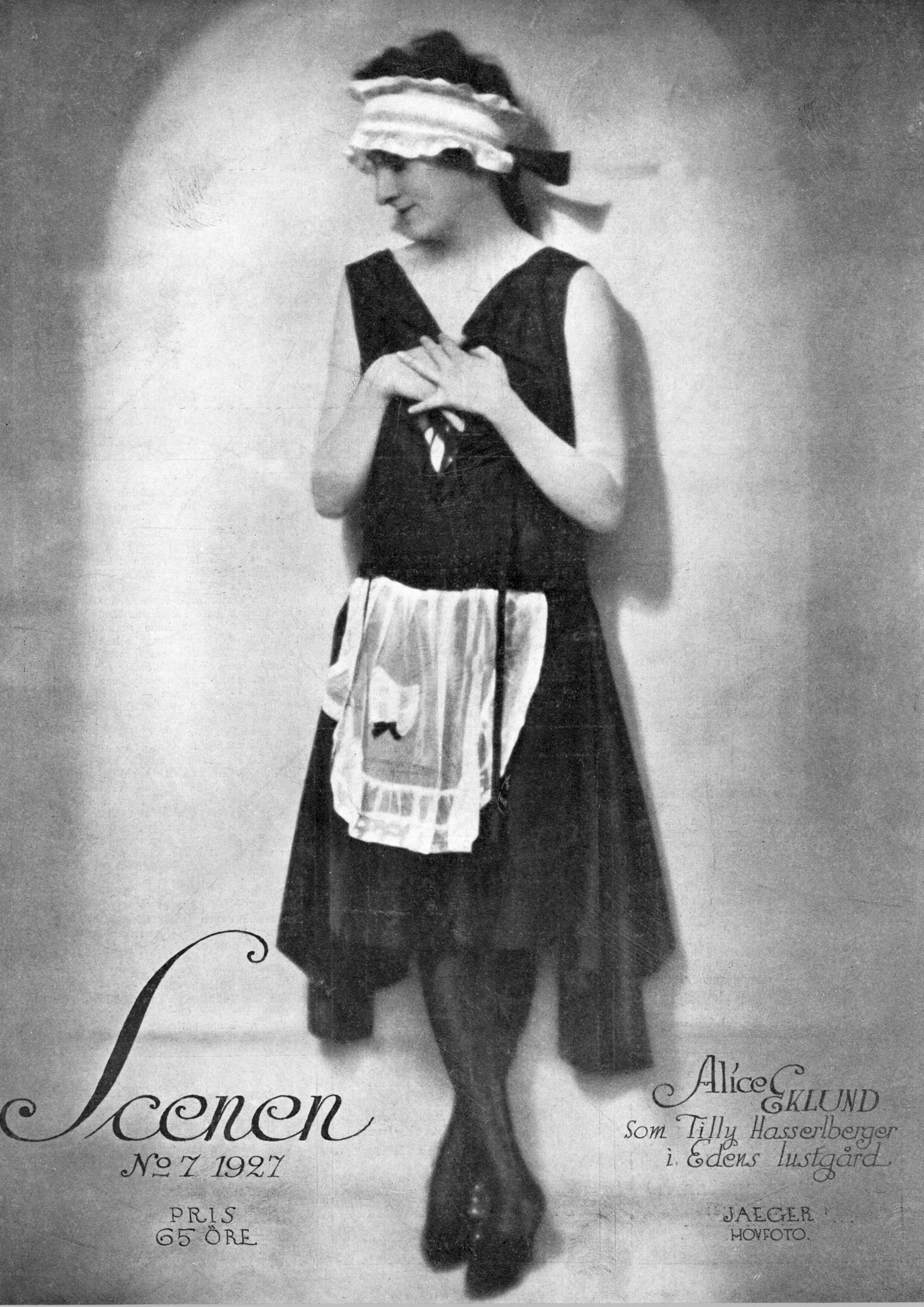
Eklund en Edens lustgård (1927)

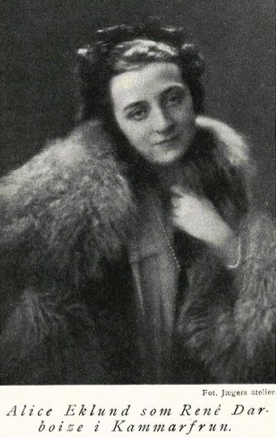
Alice Eklund

Alice Eklund (21 de julio de 1896 - 6 de octubre de 1983) fue una actriz y directora teatral y cinematográfica de nacionalidad sueca.

## Biografía
Nacida en Estocolmo, Suecia, su verdadero nombre era Alice Jenny Uddgren, y era hija del escritor y guionista Gustaf Uddgren y de la actriz de revista Anna Hofman-Uddgren.
Alice Eklund debutó en el teatro en 1915 actuando en la compañía de Karin Swanström. En 1916 empezó a trabajar en el Blancheteatern, teatro que fue dirigido hasta el año 1926 por su marido, Ernst Eklund.
Eklund dirigió, en colaboración con Lorens Marmstedt, una única película, Flickorna på Uppåkra, estrenada en 1936.
Hizo varias interpretaciones en diversos teatros en los años 1940 y 1950. En la década de 1960 trabajó sobre todo en el teatro televisivo. Aunque no hizo ninguna actuación para el cine, sí llevó a cabo varias para la pequeña pantalla entre 1963 y 1972, entre ellas la producción Mästerdetektiven Blomkvist på nya äventyr en 1966.
Alice Eklund falleció en Bromma, Estocolmo,1983. Desde 1919 había estado casada con el director y actor Ernst Eklund. Alice Eklund tuvo un hijo, el actor Nils Eklund, y fue tía de la también actriz Öllegård Wellton.

## Teatro

### Actriz
- 1916 : Den spelande kvarnen, de Hans Cesek y Wilhelm Sterk, escenografía de Bror Öbergson, Blancheteatern[2]
- 1920 : Kiki, de André Picard, escenografía de Ernst Eklund, Blancheteatern[3]
- 1921 : Det levande liket, de León Tolstói, escenografía de Alexander Moissi, Blancheteatern[4]
- 1921 : Kammarfrun, de Félix Gandéra, escenografía de Ernst Eklund, Blancheteatern[5]
- 1923 : Din nästas fästmö, de Adelaide Matthews y Ann Nichols, Djurgårdsteatern[6]
- 1923 : Eliza stannar, de Henry V. Esmond, escenografía de Gösta Ekman, Djurgårdsteatern[7]
- 1923 : Hjärter är trumf, de Félix Gandéra, escenografía de Ernst Eklund, Komediteatern[8]
- 1924 : Odygdens belöning, de Félix Gandéra y Claude Gevel, escenografía de Karin Swanström, Blancheteatern[9]
- 1924 : Reggies bröllop, de Edward Salisbury Field, escenografía de Ernst Eklund, Blancheteatern[10]
- 1924 : Kammarfrun, de Félix Gandéra, Blancheteatern[11]
- 1924 : Fördraget i Auteuil, de Louis Verneuil, escenografía de Einar Fröberg, Blancheteatern[12]
- 1924 : Kungens amour, de Brita von Horn, escenografía de Mathias Taube, Komediteatern[13]
- 1925 : Lady Fanny, de Jerome K. Jerome, escenografía de Mathias Taube, Komediteatern[14]
- 1927 : Guldgrävare, de Avery Hopwood, escenografía de Ernst Eklund, Djurgårdsteatern[15]
- 1927 : Mysteriet Milton, de Edgar Wallace, escenografía de Ernst Eklund, Komediteatern[16]
- 1929 : La ópera de los tres centavos, de Bertolt Brecht y Kurt Weill, escenografía de Ernst Eklund, Komediteatern[17]
- 1930 : God morgon, Bill, de P. G. Wodehouse y Ladislaus Fodor, escenografía de Gösta Cederlund, Komediteatern[18][19]
- 1934 : Tovaritch, de Jacques Deval, escenografía de Ernst Eklund, Komediteatern[20]
- 1935 : Natt över havet, de Harry Blomberg, escenografía de Ernst Eklund, Komediteatern[21]
- 1937 : Timmen H, de Pierre Chaine, escenografía de Ernst Eklund, Komediteatern[22]
- 1938 : La ópera de los tres centavos, de Bertolt Brecht y Kurt Weill, escenografía de Ernst Eklund, Oscarsteatern[23]
- 1939 : Min fru från Paris, de Jacques Deval, escenografía de Ernst Eklund, Oscarsteatern[24]
- 1939 : Celeber skilsmässa, de Gilbert Wakefield, escenografía de Ernst Eklund, Oscarsteatern
- 1939 : Madame Sans Gêne, de Victorien Sardou y Émile Moreau, escenografía de Olof Molander, Oscarsteatern
- 1940 : 30 sekunder kärlek, de Aldo De Benedetti, escenografía de Ernst Eklund, Oscarsteatern[25][26]
- 1940 : La fierecilla domada, de William Shakespeare, escenografía de Sandro Malmquist, Oscarsteatern[27]
- 1940 : Älskar du mig?, de Arthur Macrae, escenografía de Ernst Eklund, Oscarsteatern
- 1940 : Din nästas fästmö, de Adelaide Matthews y Anne Nichols, escenografía de Ernst Eklund, Oscarsteatern[28]
- 1941 : Egelykke, de Kaj Munk, escenografía de Ernst Eklund, Oscarsteatern[29]
- 1945 : Olivia, de Terence Rattigan, escenografía de Ernst Eklund, Vasateatern[30]
- 1947 : Röd i det blå, de Zoë Akins, escenografía de Ernst Eklund, Vasateatern[31]
- 1948 : Jane, de W. Somerset Maugham, escenografía de Ernst Eklund, Vasateatern[32] y gira
- 1950 : Dafne, de James Bridie, escenografía de Ernst Eklund, Vasateatern[33]
- 1955 : Äktenskapsmäklerskan, de Thornton Wilder, escenografía de Per Gerhard, Intiman[34]
- 1955 : Vad vet mamma om kärlek, de William Douglas-Home, escenografía de Per Gerhard, Intiman[35]
- 1961 : Mamma San, de Leonard Spigelgass, escenografía de Per Gerhard, Vasateatern[36]
- 1961 : Gungstolen, de Hasse Ekman, escenografía de Hasse Ekman, Intiman[37]
- 1965 : Barfota i parken, de Neil Simon, escenografía de Per Gerhard, Vasateatern[38]

### Directora
- 1933 : Eine Frau, die weiß, was sie will, de Oscar Straus y Alfred Grünwald, Komediteatern
- 1934 : Kyss mig, de Tristan Bernard y Charles-Anatole Le Querrec, Komediteatern
- 1935 : Vi måste gifta bort mamma, de Neil Grant, Komediteatern[39]

## Cine (directora)
- 1936 : Flickorna på Uppåkra